# 尋光
尋光（じんこう、天禄2年（971年） - 長暦2年4月12日（1038年5月18日））は平安時代の天台宗延暦寺の僧侶。

## 概要
藤原為光の子 。長保4年（1002年）に権律師、寛弘7年（1010年）には権少僧都に任命された。長暦2年（1038年）4月12日死去 。
三十三間堂廻の法住寺は父為光の創建で尋光が経営した。源頼定の子である大僧都頼賢（飯室僧都）は尋光の弟子である 。